# アナスタシア・エルマコワ
アナスタシア・エルマコワ（ロシア語: Анастасия Ермакова , 1983年4月8日 - ）はロシアのモスクワ出身の女子アーティスティックスイミング選手。生まれたのはサマラ州のクイビシェフである。2004年アテネオリンピックと2008年北京オリンピックの2大会で合計四つの金メダルを獲得している。デュエットはアナスタシア・ダビドワと組む。